# Littérature océanienne
 (décembre 2024).
Si vous disposez d'ouvrages ou d'articles de référence ou si vous connaissez des sites web de qualité traitant du thème abordé ici, merci de compléter l'article en donnant les références utiles à sa vérifiabilité et en les liant à la section « Notes et références ».
La littérature océanienne regroupe toutes les littératures, orales et écrites, de ce non-continent qu'est l'Océan Pacifique avec l'ensemble de ses îles et archipels, regroupés (ou non) en Australasie, Miocronésie, Mélanésie et Polynésie, hors pourtour du Pacifique.

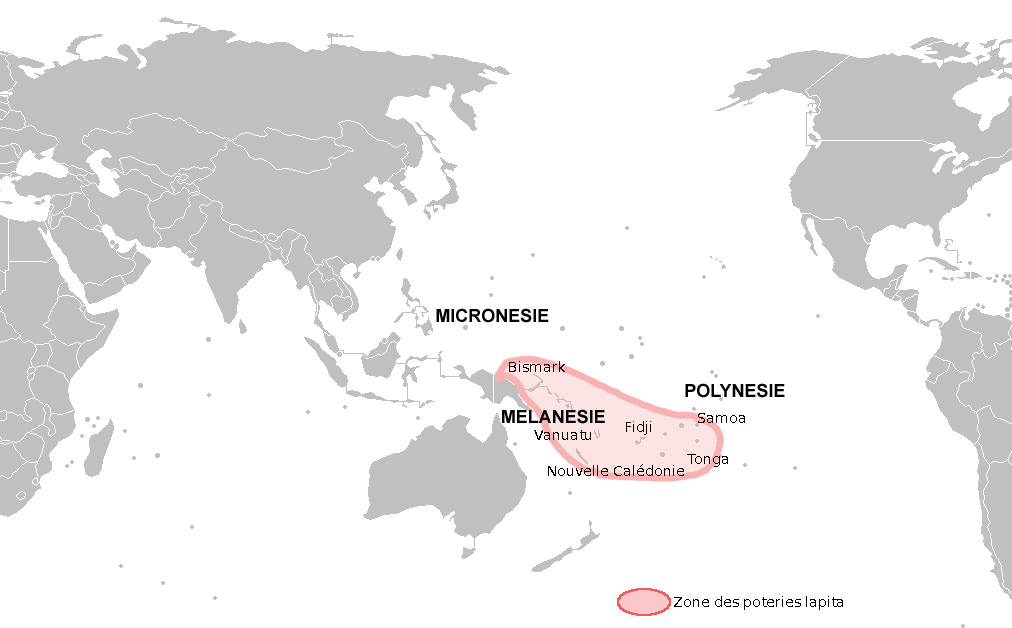
Expansion Lapita

Le premier peuplement de l'Océanie (Homo sapiens) s'est effectué tardivement entre 70 000 et 50 000 ans avant le présent.
La culture Lapita-Watom (1000-500 AEC) (3000-2500 BP) est la plus ancienne documentée : histoire des Tonga, histoire ancienne de Tonga (en), empire Tuʻi Tonga (950c-1826), histoire des Samoa, histoire des Fidji, histoire des Îles Salomon, histoire de la Papouasie-Nouvelle-Guinée.
Les peuples autochtones d'Océanie sont les Aborigènes d'Australie, les Papous et les Austronésiens (Mélanésiens, Micronésiens et Polynésiens). Ces peuples autochtones ont une continuité historique avec les sociétés précoloniales qui se sont développées sur leurs territoires. À l'exception notable de l'Australie, de la Nouvelle-Zélande, d'Hawaï, de la Nouvelle-Calédonie, de Guam et des îles Mariannes du Nord, les peuples autochtones constituent la majorité des populations d'Océanie.
L'histoire de l'Océanie commence vers 1500, avec diverses vagues de voyages exploratoires (d'abord espagnols et portugais, puis vers 1600 hollandais, puis vers 1700 britanniques et anglais, puis vers 1900 américains, russes, allemands) : voyages d'exploration scientifique, explorateurs de l'océan Pacifique, grandes découvertes.
La colonisation européenne est intervenue : des pays ont été colonisés, des populations occidentalisées, christianisées, etc...
La décolonisation reste partielle, principalement dans les îles et archipels peu peuplés et/ou jugés stratégiques (Australie, Chili, États-Unis, France, Indonésie, Japon, Nouvelle-Zélande, Royaume-Uni).
Presque tous les États, indépendants ou non, disposent des médias modernes comme la presse, la radio, la télévision ou internet, de quoi développer toute une littérature orale comme écrite, dans les diverses langues disponibles.

## Galerie de cartes

Grandes régions océaniennes
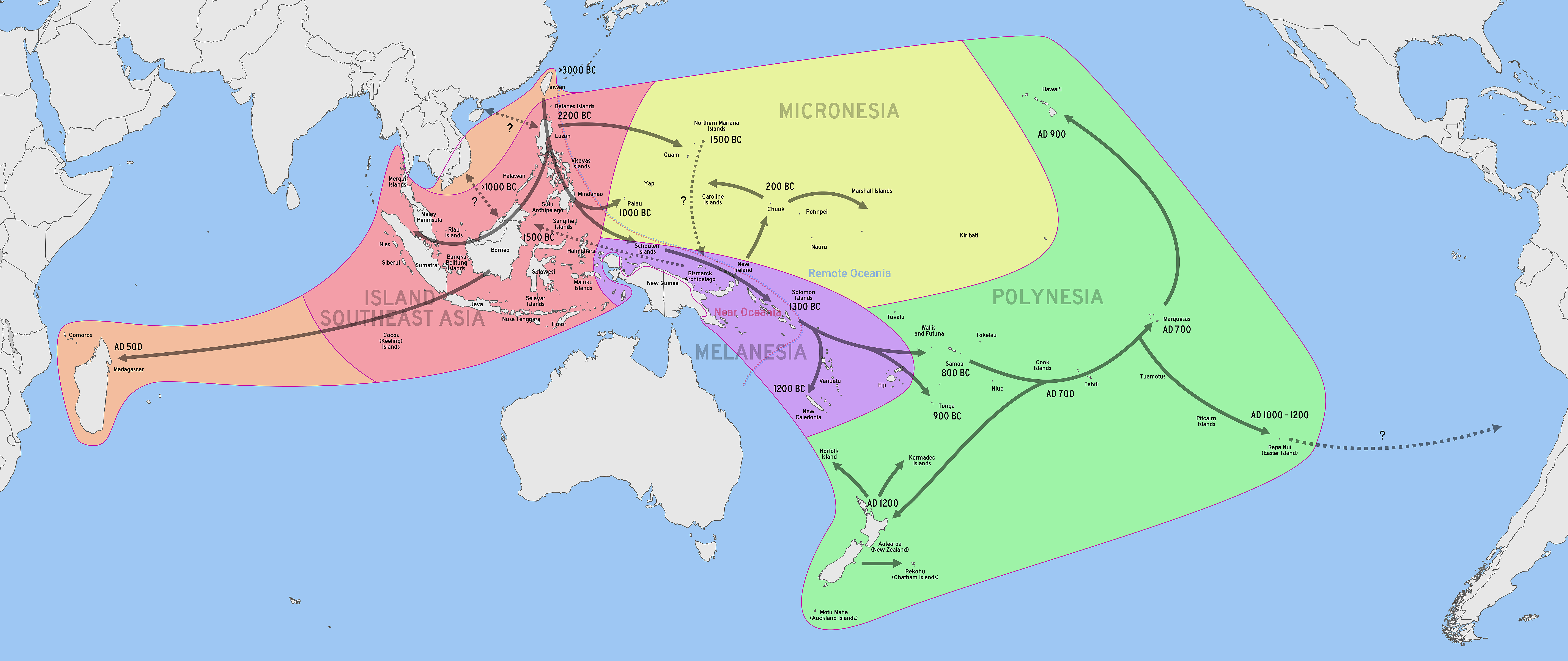
Dispersion/expansion austronésienne
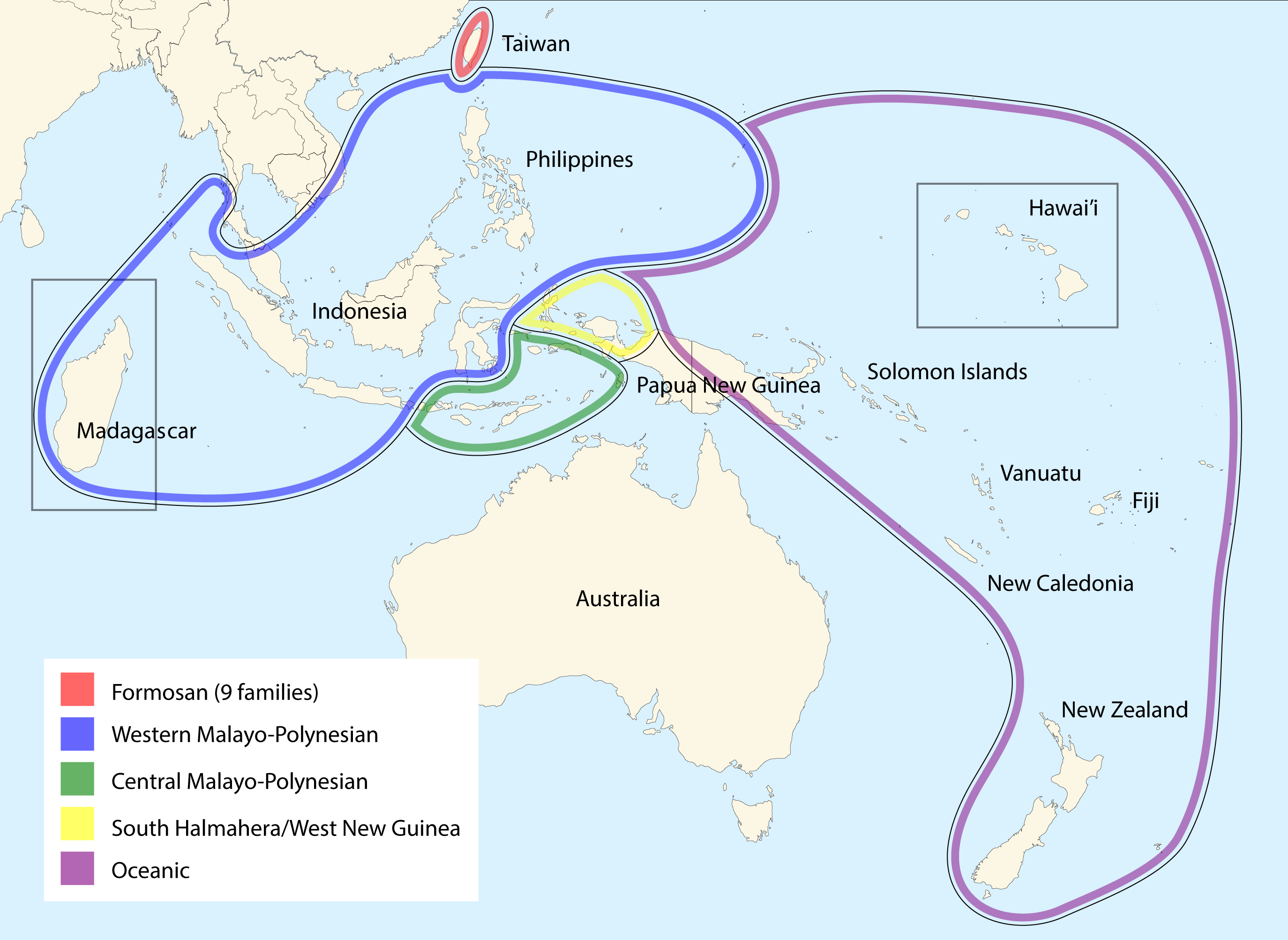
Langues austronésiennes
Pacifique en 1939
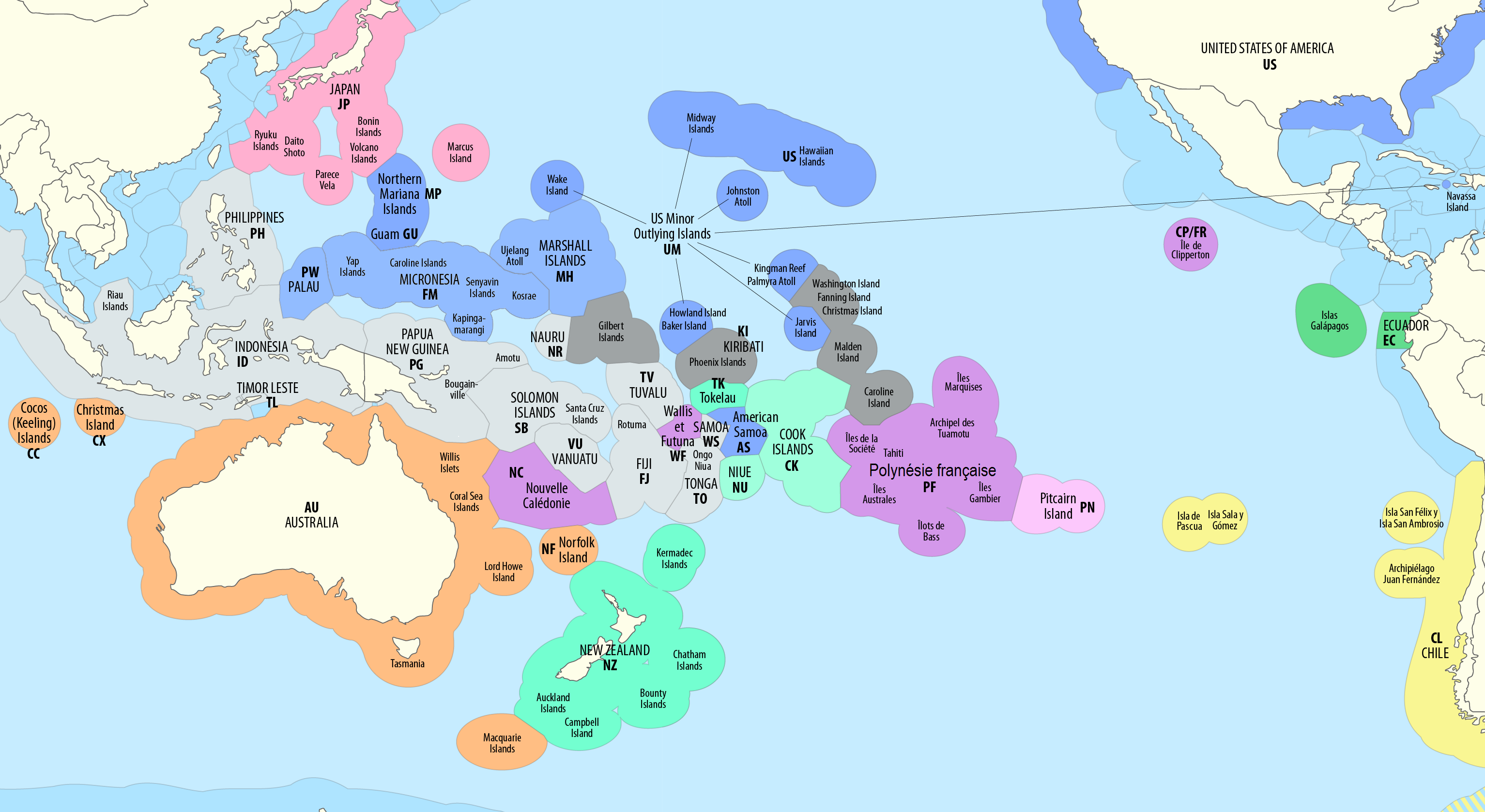
Zones exclusives

## Zones géographiques

### Australasie
- Littérature australienne
  - Liste chronologique d'écrivains australiens nés avant 1950)
  - Liste chronologique d'écrivains australiens nés à partir de 1950
  - Œuvres littéraires se déroulant en Australie
  - Liste des prix littéraires australiens
  - Littérature australienne indigène (en)
    - Liste d'écrivains australiens aborigènes (en)
    - Littérature tasmanienne (en), Tasmanian Premier's Literary Prizes (en)
    - Réseau des écrivains des premières nations d'Australie (en) (FNAWN, 2011)
    - Temps du rêve, mythologie aborigène, cosmogonie des Aborigènes d'Australie

  - Littérature australienne de l'outback au XXe siècle (en)
  - Mouvement Jindyworobak (en) (années 1930-1940)
  - Œuvres littéraires se déroulant en Australie
  - Bande dessinée australienne

- Littérature néo-zélandaise
  - Liste d'écrivains néozélandais, Liste alphabétique d'écrivains néo-zélandais (en)
  - Poésie maori (en) (Maoris (Nouvelle-Zélande))
  - Magazines littéraires de Nouvelle-Zélande (en)
  - Festivals littéraires en Nouvelle-Zélande (en)
  - Distinctions littéraires néozélandaises (en), Liste de prix littéraires en Nouvelle-Zélande (en)
  - Romans dont l'action se déroule en Nouvelle-Zélande (en)

### Mélanésie
- Littérature de Papouasie Nouvelle-Guinée (en), Littérature en Papouasie- Nouvelle-Guinée (ébauche)
  - Nouvelle-Guinée occidentale (partie indonésienne)
  - Moluques (Indonésie)
- Littérature néo-calédonienne
- Littérature des îles Fidji (en)
- Littérature des îles Salomon (en), Littérature aux îles Salomon (ébauche)
- Littérature de Vanuatu (en), Littérature aux Vanuatu (ébauche), Littérature selon l'Alliance française au Vanuatu[1]

### Micronésie
- Littérature de Guam (en) (Guam)
- Littérature des Îles Mariannes du Nord (en) (Îles Mariannes du Nord)
- Littérature des États fédérés de Micronésie (en) (États fédérés de Micronésie)
  - Pohnpei (État), Nan Madol, dynastie Saudeleur (1100-1628c), histoire des États fédérés de Micronésie
- Littérature des îles Marshall (en)  (Îles Marshall)
- Littérature de Kiribati (en) (Kiribati)

### Polynésie
- Littérature des Îles Cook (en), mythologie des Îles Cook, culture des îles Cook
- Littérature de Niue (en)
- Littérature des îles Samoa (en), Mythologie samoane
- Mythologie rapanui (Îles de Pâques), Rapa Nui (peuple), tablettes rongorongo
- Mythologie de Mangareva
- Mythologie des Tuvalu (en)
- Littérature des archipels Tonga, littérature de Tonga (en)
- Littérature orale polynésienne, mythologie tahitienne
  - Auteurs de Polynésie française
- Culture maorie, mythologie maorie, renaissance maori (en)
- Littérature hawaïenne